# Palmyra, Illinois
Palmyra là một làng thuộc quận Macoupin, tiểu bang Illinois, Hoa Kỳ. Năm 2010, dân số của làng này là 698 người.

## Dân số
Dân số qua các năm:
- Năm 2000: 733 người.
- Năm 2010: 698 người.